# Конзервативна странка (Норвешка)
Конзервативна странка (нор. букмол: høyre, ниношк: høgre, дословно значи „десно“) је либерално-конзервативна  политичка странка у Норвешкој. То је главна странка норвешког десног центра и водећа странка у бившем владајућем кабинету Солберг. Тренутни лидер странке је управо бивша премијерка Ерна Солберг. Странка је чланица Међународне демократске уније и придружени члан Европске народне странке.
Странка је традиционално прагматична и умерено конзервативна, снажно повезана са традиционалним елитама у државној служби и норвешком пословном животу. Током 20. века странка се залагала за економски либерализам, смањење пореза, индивидуална права, подршку монархизму, норвешкој цркви и оружаним снагама, антикомунизам, проевропејство и подршку нордијском моделу. Временом су вредности странке постале социјално либералније у областима као што су родна равноправност, ЛГБТ права и питања имиграције и интеграције, а странка је релативно секуларна упркос номиналној подршци норвешкој цркви. Странка се дефинише као странка која спроводи „конзервативну прогресивну политику засновану на хришћанским културним вредностима, уставној влади и демократији“. У складу са својим западним ставом странка снажно подржава НАТО, чији је суоснивач била Норвешка, и једна је од најотворенијих проевропских партија у Норвешкој, подржавајући чланство Норвешке у ЕУ током референдума 1972. и 1994.
Конзервативна странка традиционално има упориште у образованој елити. Она има највише високообразованих гласача од свих партија и најпопуларнија је странка међу елитним групама. У послератној ери странка је формирала велики консензус са Лабуристичком странком у вези са спољном и безбедносном политиком - што се често изражава максимом "спољна политика је решена" (utenrikspolitikken ligger fast), што је довело до тога да је Норвешка учествовала у основању НАТО-а и ушла у близак савез са Сједињеним америчким државама, а економске политике странака постепено су постале сличније. Обе странке су релативно технократске, анти-популистичке и блиске политичком центру. Поред тога што подржава нордијски модел, конзервативна странка подржава и одређену количину полу-приватизације путем приватних услуга које финансира држава.

## Историјат
Основана 1884. године, Конзервативна странка је друга најстарија политичка странка у Норвешкој након Либералне странке. У међуратној ери, један од главних циљева странке био је постизање савеза десног центра против растућег радничког покрета, када је странка пропала. У послератној ери до 2005. странка је учествовала у шест влада, две националне владе из 1960-их (Лингов и Бортенов кабинет), једна мањинска влада Конзервативне странке из 1980-их (Вилохов први кабинет), две тростране владе из 1980-их (Вилохов други и Сисеов кабинет), други Бондевиков кабинет из 2000-их, а од 2013. године био је доминантни партнер у коалиционој влади која тренутно такође укључује хришћанске демократе и либералну странку. За првог председника странке изабран је правник Емил Станг. Станг је утемељио значајне принципе за рад конзервативне странке. Странка је требало да буде социјална странка реформи која делује у уставним оквирима које је поставила парламентарна демократија.
Изборна подршка конзервативне странке варирала је. На изборима 1981. конзервативна странка је добила 31,7%. То су били најбољи избори од 1924. године. Резултат 1993. био је 17%. На ове изборе утицало је питање чланства у ЕУ које је поделило либералну странку. Парламентарни избори 1997. године резултирали су најмањом подршком од 1945. године, са само 14,3% гласова. Конзервативна странка је од тада забележила повећану подршку народа и добила је 21,3% на локалним изборима 1999. и 21,2% на парламентарним изборима 2001. године.

### Почетак 1900-их
Почетком 20. века конзервативна странка је преузела иницијативу за изградњу модерне норвешке комуникационе мреже. Након разорног Првог светског рата, странци је било важно да ради на реконструкцији здраве економске политике. Пример за то је резолуција коју је конзервативна странка донела 1923. године, уводећи старосно осигурање. Међутим, због државних финансија није било могуће наставити ову идеју. Конзервативна странка је била водећа опозициона странка у послератним годинама у Норвешкој. Борила се против регулаторне политике Лабуристичке странке. Конзервативна странка је желела будућност Норвешке која се састоји од приватне иницијативе и креативних снага.
Конзервативна странка је била главни актер у изградњи система социјалне заштите у Норвешкој, и у неколико је наврата је предузела иницијативу за исправљање неправди у прописима о социјалној заштити, као и њихова решења.

### Послератне године
Током послератних година конзервативна странка је учврстила свој положај као странка која је била привлачна различитим припадницима народа. Несоцијалистичка сарадња као алтернатива социјализму увек је била један од главних циљева конзервативне странке. Ова странка је учествовала и у неколико коалиционих влада. Хришћанско-демократска странка била је један од њених коалиционих партнера 1983–86. и 1989–90. године.
Странка је снажно подржала приклоњеност Норвешке западу током хладног рата. Снажно подржава НАТО, и  представља најизраженију проевропску странку у Норвешкој, подржавајући чланство Норвешке у ЕУ током референдума 1972. и 1994.
На парламентарним изборима 1993. године било је немогуће представити кредибилну несоцијалистичку владину алтернативу, јер су бивше коалиционе странке конзервативне странке, хришћанско-демократска странка и странка центра, снажно водиле кампању против чланства Норвешке у ЕУ.
Пре парламентарних избора 1997. лабуристичка странка је прогласила да неће бити вољна да управља државом ако не добије више од 36,9% гласова. Испоставило се да су добили 35%, а друге странке морале су да формирају владу. Првобитно је било озбиљних преговора између конзервативне странке, хришћанско-демократске странке и либералне странке да преузму овај задатак, али крајњи резултат је био да су се две потоње странке удружиле са странком центра како би створиле мањинску владу без конзервативне странке.

### Данас
На парламентарним изборима у септембру 2001. године, конзервативна странка је добила 21,2 процента гласова. После низа дискусија, конзервативна странка је поново могала да учествује у коалиционој влади, овог пута са хришћанско-демократском странком (КрФ) и либералном странком (В). Укупан проценат добијен за ове три странке на последњим општим изборима био је 37,5. Конзервативна странка, као највећа странка у коалиционој влади, имала је 38 чланова у садашњем Стортингу (норвешки парламент), а 10 од 19 министара у влади били су њени представници. Главни задатак конзервативне странке у овом периоду било је да побољша квалитет норвешког образовног система, услуга у државном сектору, и уведе ниже порезе.
На парламентарним изборима 2005. странка је добила 14,1% гласова. Исход избора вратио је конзервативну странку у опозицију, а странка је добила 23 члана у садашњем Стортингу.
На парламентарним изборима 2009. године, конзервативна странка је добила 17,2% гласова и 30 чланова у садашњем Стортингу.
Током локалних избора 2011. године, међутим, странка је освојила 27,6 одсто гласова.
На парламентарним изборима 2013. године, конзервативна странка је добила 26,8 одсто гласова и 48 чланова у садашњем Стортингу. Формирала је мањинску владу, уз поверење и подршку хришћанско-демократске странке и либералне странке. Влада је поново изабрана 2017. године и постала је већинска влада 2019. године.

## Идеологија
Конзервативна странка се дефинише као странка која спроводи „конзервативну прогресивну политику засновану на хришћанским културним вредностима, уставној влади и демократији". Сматра се реформском странком која се придржава умерено конзервативне политичке традиције, држећи се мисли Едмунда Берка. Странка је посвећена фискалним политикама слободног тржишта, укључујући смањење пореза и релативно мало учешће владе у економији. Међутим, подржава континуирано постојање норвешке социјалне државе.
Конзервативна странка је такође једина странка у Стортингу која предлаже смањење јавне потрошње. Странка се често повезује са богатством, а левица ју је историјски нападала због одбране најбогатијих у земљи, мада се сада овај аргумент ретко износи. Социјална политика конзервативне странке је социјално либерална и странка је 2008. гласала за закон који признаје истополне бракове и право хомосексуалаца на усвајање.

## Чланови
Странка има око 30.000 регистрованих чланова (2018). Централни одбор конзервативне странке састаје се седам пута годишње како би разговарао о важним питањима као што су буџет, организациони рад, планови, партијске платформе и састављање политичких програма.
Конзервативна странка Норвешке традиционално има упориште у образованој елити. Има највише високообразованих гласача од свих партија и најпопуларнија је странка међу елитним групама.